# بروسوتساني
بروسوتساني: (باليونانية:Προσοτσάνη)، (بالإنجليزية:Prosotsani)، بلدة يونانية ومركز لبلدية تقع في شمال البلاد وهي تتبع مقاطعة ذراما التي تتبع إدارياً لإقليم مقدونيا الشرقية وتراقيا الإداري.

## الموقع والسكان
تقع بروسوتساني على ارتفاع 115 م عن مستوى سطح البحر وذلك على الحافة الشمالية للسهل الذي يشكله نهر أنغيتيس والذي يدعى سهل ذراما، إلى الشمال من البلدة تبدأ منحدرات جبل فالاكرو.
تبعد البلدة مسافة 17 كيلومتر عن ذراما، عاصمة المقاطعة، ومسافة 135 كيلومتر عن سالونيك.
تعتبر بروسوتساني ثاني أكبر بلدة في مقاطعة ذراما بعد ذراما.إذ يبلغ عدد سكان البلدة حوالي (4) آلاف نسمة (إحصاء 2001)، بينما عدد السكان القاطنين في بلدية بروسوتساني يبلغ حوالي (11) ألف نسمة، وذلك لأن الأراضي البلدية التابعة لبروسوتساني تمتد حتى جبل مينيكي، وتتبع لها حوالي 13 قرية.

## التسمية
يعود اسم المدينة إلى اللغة الـبلغارية وكانت تدعى بروسوتشين (Просочен) خلال الـقرن الثامن عشر، أما باللغة اليونانية فكانت تسمى بيرسوبوليس (Pirsopolis).

## التاريخ
وجدت ضمن السهل الذي يشكله نهر أنغيتيس العديد من آثار الاستيطان البشري التي تعود للـعصر الحجري والـبرونزي، وخاصة ضمن الكهف الذي ينبع منه هذا النهر.
في الفترة الـهلنستية والـرومانية، بنيت في السهل عدة مستوطنات زراعية، وكانت المنطقة برمتها تابعة لمستوطنة فيليبي التي تقع إلى الشرق، ومن أهم ما تبقى من تلك الفترة معبد وحرم ديونيسوس الذي يقع على بعد 2 كيلومتر من البلدة.
استمرت بروسوتساني كقرية زراعية في الفترة الـبيزنطية ومن الآثار المميزة لتلك الفترة بازيليك قديم يعود للفترة المسيحية المبكرة، وكنيسة مكرسة للقديس باندليمون (آغيوس باندليموناس) تعود لمنتصف الـقرن الثالث عشر.
هجر السكان المنطقة السهلية في أوائل الفترة الـعثمانية واحتموا في الجبال المجاورة. ولكن البلدة عادت وازدهرت بدءاً من العام 1850 م. بسبب زراعة الـتبغ الفاخر في السهل المحيط بها، وأصبحت ذات شهرة أوربية في هذا المجال.
تحررت البلدة من الأتراك عام 1913 م. بعد الحروب البلقانية وهجرها سكانها الـبلغار في عشرينيات القرن العشرين.

## المعالم الأساسية
- أهم المعالم الثقافية في بروسوتساني :

-معبد ديونيسوس (2 كم إلى الغرب منها)
-بعض المعابد التي تعود للفترة البيزنطية ( كنيسة القديس بانداليمون وتقع جنوب البلدة)، آثار بازيليك يعود للفترة المسيحية المبكرة.
- بعض التحصينات البيزنطية في التلال شمال البلدة.
- أهم مناطق السياحة البيئية في بلدية بروسوتساني:

-كهف ومنبع نهر أنغيتيس (يبعد 6 كيلومتر عن البلدة)، وهو كهف عميق يمتد ضمن جبل فالاكرو (Falakro) كارستي توجد فيه الصواعد والنوازل ويجري ضمنه النهر قبل خروجه إلى سطح الأرض.
-وادي وأخدود بدروسا (Pedroussa) والذي يمتد ضمن جبل فالاكرو، وهو منطقة مفضلة لمحبي الطبيعة ولممارسي رياضة تسلق الجبال.

## متفرقات
- يعتمد اقتصاد البلدة على الزراعة وتربية الـماشية، وأيضاً السياحة البيئية.
- أهم نادي رياضي في البلدة هو بروسوتساني جي أس، ويلعب فريقه لكرة القدم في دوري الدرجة الثالثة اليوناني (موسم 2007-2008).

## وصلات خارجية
- موقع المدينة الرسمي